# Àustria a la Copa del Món de futbol
Aquest és el registre dels resultats de Àustria a la Copa del Món. Àustria no ha estat mai campiona, i el seu millor resultat ha estat un tercer lloc, el 1954.

## Resum d'actuacions
Campions      Finalistes      Tercers      Quarts
Un requadre vermell indica que eren amfitrions del campionat.
| Historial a la Copa del Món | Historial a la Copa del Món                          | Historial a la Copa del Món                          | Historial a la Copa del Món                          | Historial a la Copa del Món                          | Historial a la Copa del Món                          | Historial a la Copa del Món                          | Historial a la Copa del Món                          | Historial a la Copa del Món                          |
| Edició                      | Ronda                                                | Posició                                              | PJ                                                   | PG                                                   | PE                                                   | PP                                                   | GF                                                   | GC                                                   |
| --------------------------- | ---------------------------------------------------- | ---------------------------------------------------- | ---------------------------------------------------- | ---------------------------------------------------- | ---------------------------------------------------- | ---------------------------------------------------- | ---------------------------------------------------- | ---------------------------------------------------- |
| 1930                        | No hi participà                                      | No hi participà                                      | No hi participà                                      | No hi participà                                      | No hi participà                                      | No hi participà                                      | No hi participà                                      | No hi participà                                      |
| 1934                        | Quart lloc                                           | 4s                                                   | 4                                                    | 2                                                    | 0                                                    | 2                                                    | 7                                                    | 7                                                    |
| 1938                        | Retirada, després de classificar-se, per l’Anschluss | Retirada, després de classificar-se, per l’Anschluss | Retirada, després de classificar-se, per l’Anschluss | Retirada, després de classificar-se, per l’Anschluss | Retirada, després de classificar-se, per l’Anschluss | Retirada, després de classificar-se, per l’Anschluss | Retirada, després de classificar-se, per l’Anschluss | Retirada, després de classificar-se, per l’Anschluss |
| 1950                        | No hi participà                                      | No hi participà                                      | No hi participà                                      | No hi participà                                      | No hi participà                                      | No hi participà                                      | No hi participà                                      | No hi participà                                      |
| 1954                        | Tercer lloc                                          | 3s                                                   | 5                                                    | 4                                                    | 0                                                    | 1                                                    | 17                                                   | 12                                                   |
| 1958                        | Primera fase                                         | 15s                                                  | 3                                                    | 0                                                    | 1                                                    | 2                                                    | 2                                                    | 7                                                    |
| 1962                        | Es retirà                                            | Es retirà                                            | Es retirà                                            | Es retirà                                            | Es retirà                                            | Es retirà                                            | Es retirà                                            | Es retirà                                            |
| 1966                        | No es classificà                                     | No es classificà                                     | No es classificà                                     | No es classificà                                     | No es classificà                                     | No es classificà                                     | No es classificà                                     | No es classificà                                     |
| 1970                        | No es classificà                                     | No es classificà                                     | No es classificà                                     | No es classificà                                     | No es classificà                                     | No es classificà                                     | No es classificà                                     | No es classificà                                     |
| 1974                        | No es classificà                                     | No es classificà                                     | No es classificà                                     | No es classificà                                     | No es classificà                                     | No es classificà                                     | No es classificà                                     | No es classificà                                     |
| 1978                        | Segona fase                                          | 7s                                                   | 6                                                    | 3                                                    | 0                                                    | 3                                                    | 7                                                    | 10                                                   |
| 1982                        | Segona fase                                          | 8s                                                   | 5                                                    | 2                                                    | 1                                                    | 2                                                    | 5                                                    | 4                                                    |
| 1986                        | No es classificà                                     | No es classificà                                     | No es classificà                                     | No es classificà                                     | No es classificà                                     | No es classificà                                     | No es classificà                                     | No es classificà                                     |
| 1990                        | Primera fase                                         | 18s                                                  | 3                                                    | 1                                                    | 0                                                    | 2                                                    | 2                                                    | 3                                                    |
| 1994                        | No es classificà                                     | No es classificà                                     | No es classificà                                     | No es classificà                                     | No es classificà                                     | No es classificà                                     | No es classificà                                     | No es classificà                                     |
| 1998                        | Primera fase                                         | 23s                                                  | 3                                                    | 0                                                    | 2                                                    | 1                                                    | 3                                                    | 4                                                    |
| 2002                        | No es classificà                                     | No es classificà                                     | No es classificà                                     | No es classificà                                     | No es classificà                                     | No es classificà                                     | No es classificà                                     | No es classificà                                     |
| 2006                        | No es classificà                                     | No es classificà                                     | No es classificà                                     | No es classificà                                     | No es classificà                                     | No es classificà                                     | No es classificà                                     | No es classificà                                     |
| 2010                        | No es classificà                                     | No es classificà                                     | No es classificà                                     | No es classificà                                     | No es classificà                                     | No es classificà                                     | No es classificà                                     | No es classificà                                     |
| 2014                        | No es classificà                                     | No es classificà                                     | No es classificà                                     | No es classificà                                     | No es classificà                                     | No es classificà                                     | No es classificà                                     | No es classificà                                     |
| 2018                        | No es classificà                                     | No es classificà                                     | No es classificà                                     | No es classificà                                     | No es classificà                                     | No es classificà                                     | No es classificà                                     | No es classificà                                     |
| 2022                        | No es classificà                                     | No es classificà                                     | No es classificà                                     | No es classificà                                     | No es classificà                                     | No es classificà                                     | No es classificà                                     | No es classificà                                     |
| 2026                        | Pendent                                              | Pendent                                              | Pendent                                              | Pendent                                              | Pendent                                              | Pendent                                              | Pendent                                              | Pendent                                              |
| 2030                        | Pendent                                              | Pendent                                              | Pendent                                              | Pendent                                              | Pendent                                              | Pendent                                              | Pendent                                              | Pendent                                              |
| 2034                        | Pendent                                              | Pendent                                              | Pendent                                              | Pendent                                              | Pendent                                              | Pendent                                              | Pendent                                              | Pendent                                              |
| Total                       | Tercer lloc                                          | Tercer lloc                                          | 29                                                   | 12                                                   | 4                                                    | 13                                                   | 43                                                   | 47                                                   |

## Itàlia 1934

### Vuitens de final
| Àustria                                | 3–2 (pr.) | França                           |
| -------------------------------------- | --------- | -------------------------------- |
| Sindelar 44' · Schall 93' · Bican 109' | Informe   | Nicolas 18' · Verriest 116' (p.) |

### Quarts de final
| Àustria                  | 2–1     | Hongria         |
| ------------------------ | ------- | --------------- |
| Horvath 8' · Zischek 51' | Informe | Sárosi 60' (p.) |

### Semifinals
| Itàlia     | 1–0     | Àustria |
| ---------- | ------- | ------- |
| Guaita 19' | Informe |         |

### Partit pel tercer lloc
| Alemanya                   | 3–2     | Àustria                 |
| -------------------------- | ------- | ----------------------- |
| Lehner 1', 42' · Conen 27' | Informe | Horvath 28' · Sesta 54' |

## Suïssa 1954

### Primera fase: Grup 3
| Pos | Equip          | PJ | PG | PE | PP | GF | GC | DG | Pts | Classificació           |
| --- | -------------- | -- | -- | -- | -- | -- | -- | -- | --- | ----------------------- |
| 1   | Uruguai        | 2  | 2  | 0  | 0  | 9  | 0  | +9 | 4   | Avança a la segona fase |
| 2   | Àustria        | 2  | 2  | 0  | 0  | 6  | 0  | +6 | 4   | Avança a la segona fase |
| 3   | Txecoslovàquia | 2  | 0  | 0  | 2  | 0  | 7  | −7 | 0   |                         |
| 4   | Escòcia        | 2  | 0  | 0  | 2  | 0  | 8  | −8 | 0   |                         |

| Àustria    | 1–0     | Escòcia |
| ---------- | ------- | ------- |
| Probst 33' | Informe |         |

| Àustria                                 | 5–0     | Txecoslovàquia |
| --------------------------------------- | ------- | -------------- |
| Stojaspal 3', 65' · Probst 4', 21', 24' | Informe |                |

### Segona fase

#### Quarts de final
| Àustria                                                             | 7–5     | Suïssa                                 |
| ------------------------------------------------------------------- | ------- | -------------------------------------- |
| Wagner 25', 27', 53' · A. Körner 26', 34' · Ocwirk 32' · Probst 76' | Informe | Ballaman 16', 39' · Hügi 17', 19', 60' |

#### Semifinals
| Alemanya Occidental                                                           | 6–1     | Àustria    |
| ----------------------------------------------------------------------------- | ------- | ---------- |
| Schäfer 31' · Morlock 47' · F. Walter 54' (p.), 64' (p.) · O. Walter 61', 89' | Informe | Probst 51' |

#### Partit pel tercer lloc
| Àustria                                           | 3–1     | Uruguai     |
| ------------------------------------------------- | ------- | ----------- |
| Stojaspal 16' (p.) · Cruz 59' (p.p.) · Ocwirk 89' | Informe | Hohberg 22' |

## Suècia 1958

### Primera fase: Grup 4
| Pos | Equip          | PJ | PG | PE | PP | GF | GC | GR    | Pts | Classificació                      |
| --- | -------------- | -- | -- | -- | -- | -- | -- | ----- | --- | ---------------------------------- |
| 1   | Brasil         | 3  | 2  | 1  | 0  | 5  | 0  | —     | 5   | Avança a la segona fase            |
| 2   | Unió Soviètica | 3  | 1  | 1  | 1  | 4  | 4  | 1,000 | 3   | Van disputar un partit de desempat |
| 3   | Anglaterra     | 3  | 0  | 3  | 0  | 4  | 4  | 1,000 | 3   | Van disputar un partit de desempat |
| 4   | Àustria        | 3  | 0  | 1  | 2  | 2  | 7  | 0,286 | 1   |                                    |

| Brasil                                | 3–0     | Àustria |
| ------------------------------------- | ------- | ------- |
| Altafini 37', 85' · Nílton Santos 50' | Informe |         |

| Unió Soviètica            | 2–0     | Àustria |
| ------------------------- | ------- | ------- |
| Ilyin 15' · V. Ivanov 62' | Informe |         |

| Anglaterra             | 2–2     | Àustria                 |
| ---------------------- | ------- | ----------------------- |
| Haynes 56' · Kevan 74' | Informe | Koller 15' · Körner 71' |

## Argentina 1978

### Primera fase: Grup 3
| Pos | Equip   | PJ | PG | PE | PP | GF | GC | DG | Pts | Classificació           |
| --- | ------- | -- | -- | -- | -- | -- | -- | -- | --- | ----------------------- |
| 1   | Àustria | 3  | 2  | 0  | 1  | 3  | 2  | +1 | 4   | Avança a la segona fase |
| 2   | Brasil  | 3  | 1  | 2  | 0  | 2  | 1  | +1 | 4   | Avança a la segona fase |
| 3   | Espanya | 3  | 1  | 1  | 1  | 2  | 2  | 0  | 3   |                         |
| 4   | Suècia  | 3  | 0  | 1  | 2  | 1  | 3  | −2 | 1   |                         |

| Àustria                    | 2–1     | Espanya  |
| -------------------------- | ------- | -------- |
| Schachner 10' · Krankl 76' | Informe | Dani 21' |

| Àustria         | 1–0     | Suècia |
| --------------- | ------- | ------ |
| Krankl 42' (p.) | Informe |        |

| Brasil               | 1–0     | Àustria |
| -------------------- | ------- | ------- |
| Roberto Dinamite 40' | Informe |         |

### Segona fase: Grup A
| Pos | Equip               | PJ | PG | PE | PP | GF | GC | DG | Pts | Classificació                    |
| --- | ------------------- | -- | -- | -- | -- | -- | -- | -- | --- | -------------------------------- |
| 1   | Països Baixos       | 3  | 2  | 1  | 0  | 9  | 4  | +5 | 5   | Avança a la final                |
| 2   | Itàlia              | 3  | 1  | 1  | 1  | 2  | 2  | 0  | 3   | Avança al partit pel tercer lloc |
| 3   | Alemanya Occidental | 3  | 0  | 2  | 1  | 4  | 5  | −1 | 2   |                                  |
| 4   | Àustria             | 3  | 1  | 0  | 2  | 4  | 8  | −4 | 2   |                                  |

| Àustria       | 1–5     | Països Baixos                                                            |
| ------------- | ------- | ------------------------------------------------------------------------ |
| Obermayer 80' | Informe | Brandts 6' · Rensenbrink 35' (p.) · Rep 36', 53' · W. van de Kerkhof 82' |

| Itàlia    | 1–0     | Àustria |
| --------- | ------- | ------- |
| Rossi 13' | Informe |         |

| Àustria                            | 3–2     | Alemanya Occidental             |
| ---------------------------------- | ------- | ------------------------------- |
| Vogts 59' (p.p.) · Krankl 66', 87' | Informe | Rummenigge 19' · Hölzenbein 72' |

## Espanya 1982

### Primera fase: Grup 2
| Pos | Equip               | PJ | PG | PE | PP | GF | GC | DG | Pts | Classificació           |
| --- | ------------------- | -- | -- | -- | -- | -- | -- | -- | --- | ----------------------- |
| 1   | Alemanya Occidental | 3  | 2  | 0  | 1  | 6  | 3  | +3 | 4   | Avança a la segona fase |
| 2   | Àustria             | 3  | 2  | 0  | 1  | 3  | 1  | +2 | 4   | Avança a la segona fase |
| 3   | Algèria             | 3  | 2  | 0  | 1  | 5  | 5  | 0  | 4   |                         |
| 4   | Xile                | 3  | 0  | 0  | 3  | 3  | 8  | −5 | 0   |                         |

| Xile | 0–1     | Àustria       |
| ---- | ------- | ------------- |
|      | Informe | Schachner 21' |

| Algèria | 0–2     | Àustria                    |
| ------- | ------- | -------------------------- |
|         | Informe | Schachner 55' · Krankl 67' |

| Alemanya Occidental | 1–0     | Àustria |
| ------------------- | ------- | ------- |
| Hrubesch 10'        | Informe |         |

### Segona fase: Grup D
| Pos | Equip            | PJ | PG | PE | PP | GF | GC | DG | Pts | Classificació          |
| --- | ---------------- | -- | -- | -- | -- | -- | -- | -- | --- | ---------------------- |
| 1   | França           | 2  | 2  | 0  | 0  | 5  | 1  | +4 | 4   | Avança a la fase final |
| 2   | Àustria          | 2  | 0  | 1  | 1  | 2  | 3  | −1 | 1   |                        |
| 3   | Irlanda del Nord | 2  | 0  | 1  | 1  | 3  | 6  | −3 | 1   |                        |

| Àustria | 0–1     | França       |
| ------- | ------- | ------------ |
|         | Informe | Genghini 39' |

| Àustria                      | 2–2     | Irlanda del Nord  |
| ---------------------------- | ------- | ----------------- |
| Pezzey 50' · Hintermaier 68' | Informe | Hamilton 27', 75' |